# Дюженко Михайло Георгійович
Михайло Георгійович Дюженко (20 червня 1924, м. Куп'янськ, нині Харківська область — 20 травня 2008, м. Одеса) — фахівець у галузі будівництва. Доктор технічних наук (1990), професор (1993). Заслужений діяч науки і техніки України (2006). Учасник Другої світової війни.

## Біографічні відомості
Народився 20 червня 1924 р. у м. Куп'янську.
Учасник бойових дій Другої світової війни (лейтенант-інженер). За участь у війні М. Г. Дюженка нагороджено орденом Вітчизняної війни, 12 медалями.
1945—1948 рр. — студент інженерно-будівельного факультету Львівського політехнічного інституту.
1948—1953 рр. — працював заступником декана Макіївського інженерно-будівельного інституту.
Протягом року обіймав посаду інженера Нафтогазстрою в м. Уфі Башкирської АРСР.
Викладач курсу «Архітектурні дисципліни» в Харківському технікумі сільського будівництва.
З 1953 р. працює в Харківському інституті інженерів комунального будівництва:
- 1953—1961 рр. — асистент кафедри будівельного виробництва;
- 1961—1965 рр. — старший викладач кафедри будівельного виробництва;
- 1965—1972 рр. — доцент кафедри будівельного виробництва;
- 1972—2006 рр. — професор кафедри технології будівельного виробництва та будівельних матеріалів.

За цей час М. Г. Дюженко створив Галузеву науково-дослідницьку лабораторію технології та механізації бетонних робіт.

## Наукова діяльність
Дюженко М. Г. — автор та співавтор понад 150 наукових праць, зокрема:
- майже 100 наукових статей та тез доповідей. Деякі з них опубліковано у зарубіжних виданнях;
- 30 науково-технічних видань;
- 22 винаходів.

### Основні праці
- Набрызг-бетонные работы в строительстве. К., 1980;
- Einlegen und Verdichten von Betanmischung mit Rotationskraftverdichtung // TIZ International Powder Bulk Magazine. 1992. Bd. 116, № 10;
- Ротаційний фітобетон, його виготовлення та застосування у житловому будівництві // Проблеми теорії і практика будівництва: Зб. наук. пр. Держ. університету «Львівська політехніка». Л., 1997;
- Будівельно-конструктивно-технологічна система «Еквадра» — техніка третього тисячоліття — екологічно чиста, конструктивно обґрунтована, економічно ефективна // Зб. доп. Міжнар. конф. «Міжрегіон. проблеми екол. безпеки». С., 2002.

## Нагороди
- «Медаль «Ветеран праці»»;
- Медаль ім. М. В. Ломоносова;
- Нагорода «Зірка вченого» (2004 р.).